# دانیل بی. اولمن
دانیل بی. اولمن (انگلیسی: Daniel B. Ullman؛ ۱۸ اکتبر ۱۹۱۸ – ۲۳ اکتبر ۱۹۷۹) فیلم‌نامه‌نویس اهل ایالات متحده آمریکا بود.
از فیلم‌هایی که وی در آن‌ها نقش داشته است، می‌توان به به زور اسلحه  اشاره نمود.